# Okrasti bodiček
Okrasti bodiček (znanstveno ime Steccherinum ochraceum) je gliva iz rodu bodičkov (Steccherinum).

## Značilnosti
Najpogosteje je v obliki skorje in je vidna samo navzgor obrnjena trosovnica, ki je prekrita s kratkimi in topimi bodicami. Včasih se na robovih tvorijo poličasti klobučki, ki segajo od 1 do 2 cm čez rob podlage. Njihova zgornja površina je žametna in na robu skoraj bela, drugje pa oker rjava.

## Razširjenost in življenjski prostor
Razširjen je v srednji in južni Evropi, ter severni Ameriki, kjer je poznan kot škodljivec na ameriškemu ambrovcu (Liquidambar styraciflua).
Raste na odmrlih deblih in vejah listavcev, zlasti hrastov.

## Mikroskopske značilnosti
Trosni prah je bel. Trosi so elipsoidni, neamiloidni in merijo: 3-4,5 x 2-3 µm.
Iz trosovnice štrlijo številne, debelostenske in inkrustrirane cistide.

## Uporabnost
Neužitna.

## Galerija slik
- zgornja stran klobukov
- trosovnica